# Ivan Rakitić
Ivan Rakitić (pronunciación en croata: [ǐʋan rǎkititɕ]; Rheinfelden, Suiza, 10 de marzo de 1988) es un exfutbolista croata que jugaba como centrocampista. Desde julio de 2025, forma parte de la dirección deportiva del H. N. K. Hajduk Split.
Se formó futbolísticamente en el F. C. Basilea, con quien debutó como profesional en 2005. Tras dos temporadas se unió al F. C. Schalke 04 de la Bundesliga. Tras dos años y medio, en enero de 2011, fichó por el Sevilla F. C. llegando a convertirse capitán del club y conquistando la Liga Europa de la UEFA 2013-14. En junio de 2014 se incorporó al F. C. Barcelona. En su primera temporada como culé conquistó cinco títulos, quedándose a las puertas del sextete, logrando el histórico segundo triplete del club y la quinta Liga de Campeones de la UEFA, en la que metió el primer gol de la final. En 2020 regresó a Sevilla y en esta segunda etapa se convirtió en el jugador extranjero que más partidos había jugado en la historia del club.
También fue internacional con la selección de Croacia. En un principio participó con las categorías inferiores de Suiza, pero se terminó inclinando por Croacia, con quienes debutó en 2007. Disputó con el equipo nacional las Eurocopas de 2008, 2012 y 2016 además de la Copa Mundial de 2014 y 2018.

## Trayectoria

### Inicios
Iván nació en Suiza en el seno de una familia de origen croata de ascendencia serbia, concretamente de Sikirevci, que había emigrado al país helvético debido a los graves problemas sociales en los que se encontraba Yugoslavia. El padre de Ivan, Luka, se instaló en Möhlin en busca de un futuro mejor, junto a su familia, en 1985. Antes de llegar a Suiza, su padre había sido futbolista del Celik Zenica bosnio.

### F. C. Basilea
Después de pasar diez años en las categorías inferiores del Fussballclub Basel, consiguió debutar con el primer equipo el 29 de septiembre de 2005, ante el NK Široki Brijeg en la Copa de la UEFA. Haría su primera aparición en la Super Liga de Suiza el 15 de abril de 2006 contra el Neuchâtel Xamax FC, aunque sólo disputaría un encuentro más con el equipo suizo esa campaña. Ya en la siguiente temporada consiguió una mayor regularidad, anotando 11 goles en 33 apariciones en el campeonato liguero, a lo que se le sumaron 5 apariciones en la Copa de la UEFA. Con estos méritos fue nombrado el Mejor Jugador Joven de Suiza, junto con el premio al Mejor Gol del Año por una impresionante anotación que le encajó al FC St. Gallen.

### F. C. Schalke 04

#### Llegada
Luego de impresionantes demostraciones a su corta edad, Rakitić fue nuevamente pretendido por los grandes clubes europeos que mostraron un gran interés en tenerlo entre sus filas. Finalmente llegó a Alemania para firmar por el Schalke 04 el 22 de junio de 2007, cuya transacción se realizó por 5 millones de euros.
Rakitić hizo su debut para el Schalke el 21 de julio de 2007 en el encuentro de la Copa de la Liga de Alemania, contra Karlsruher SC y finalmente apareció en los dos partidos restantes cuando Schalke terminó como subcampeón de la liga. El 5 de agosto de 2007, Rakitić anotó su primer gol competitivo para su nuevo club en su victoria por 0–9 de visitante sobre Eintracht Trier en la primera ronda de la Copa de Alemania.

#### Temporada 2007-08

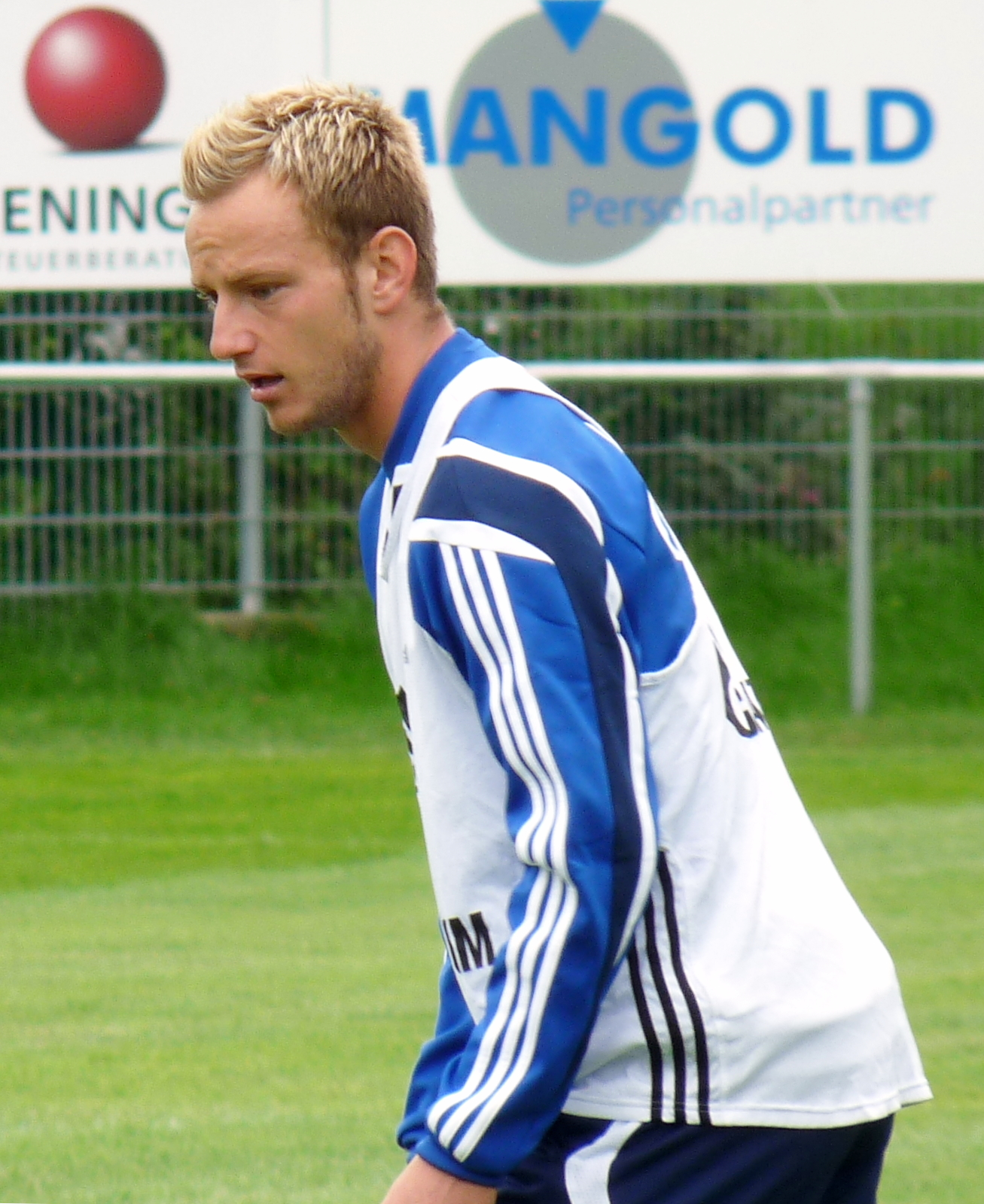
Ivan en un entrenamiento con el Schalke 04

La nueva temporada de la Bundesliga comenzó con un enfrentamiento entre contra el VfB Stuttgart, saltando al campo en la segunda mitad, y en tan solo siete minutos anotó su primer gol en el campeonato alemán, el enfrentamiento terminaría en empate 2-2. El 15 de septiembre nuevamente deslumbró al marcar la única anotación para el Schalke empatando 1-1 con el Bayern de Múnich. Tres días más tarde, debutó en Liga de Campeones en la derrota en casa por 1-0 ante el Valencia C. F.. Tras eso conseguiría disputar siete partidos por la competición europea, entre los que tuvo un papel importantísimo en el centro del campo, tal y como lo realizó con el Chelsea F. C. en la fase de grupos. Él junto a Mladen Krstajić, fueron castigados y separados temporalmente del equipo debido a que la noche anterior al partido del Schalke ante el Rosenborg Ballklub, se saltaron el proceso de concentración para salir de fiesta.
Luego de superar al F. C. Oporto en la tanda de penaltis, consiguieron llegar a los cuartos de final de la Liga de Campeones por primera vez en la historia del club, pero Rakitić se debió perder el encuentro de ida debido a una lesión que se le produjo en el tobillo durante un entrenamiento, por lo mismo se le mantuvo fuera de acción por un mes tiempo en el cual fueron eliminados de la competición europea por el F. C. Barcelona. Poco después del regreso de la lesión, se encontraba en mejor forma, consiguiendo anotar y asistir en el importante triunfo por 3-0 ante el VfL Bochum, que les aseguraba el tercer puesto en la tabla, junto con un lugar en la siguiente Liga de Campeones. Continuó desempeñándose de buena manera contra el Eintracht Frankfurt, asistiendo a Krstajić para el solitario gol del partido, terminando así con un balance positivo la liga. En total, terminó su primera temporada en la Bundesliga con tres goles y diez asistencias en 29 partidos.

#### Falta de continuidad
Con la dimisión del entrenador Mirko Slomka en julio de 2008, el neerlandés Fred Rutten toma las riendas de la escuadra. Apenas empezar Ivan sigue mostrando su buen nivel, al asistir en dos ocasiones en la victoria por 3-0 ante el Hannover 96, pero el nuevo técnico no pensaba igual, por lo que habitualmente salta al campo de juego desde el banquillo. La falta de continuidad en los resultados molesto a los fanáticos del Die Königsblauen, abucheando a varios jugadores constantemente entre los que se encontraba Rakitić, esto produjo que el propio Rutten deba renunciar en marzo de 2009, tomando el mando Felix Magath. En la temporada 2009-10, Rakitić vuelve a su mejor forma junto con una mayores presencias, consiguiendo anotar siete veces en los 29 partidos del torneo regular.

### Sevilla F. C.

#### Rendimiento inmediato
El 28 de enero de 2011, durante el mercado de invierno, fichó por el Sevilla Fútbol Club por 1,5 millones de euros, firmando un contrato por cuatro años y medio. Apenas se unió a los nervionenses, fue inmediatamente incluido por Gregorio Manzano en el once inicial, haciendo su debut el 6 de febrero de 2011 en el empate sin goles contra el Málaga C. F. En el siguiente partido contra el Racing de Santander anotó en propia puerta, pero consiguió superar el momento y marcó el único gol contra el Hércules C. F. habiendo jugado apenas 3 encuentros. Marcó cinco goles en lo que quedaba de temporada, siendo titular en 13 partidos desde su llegada, pero una nueva fractura en el pie le hizo perderse los últimos cuatro partidos de La Liga.

#### Cambio de posición

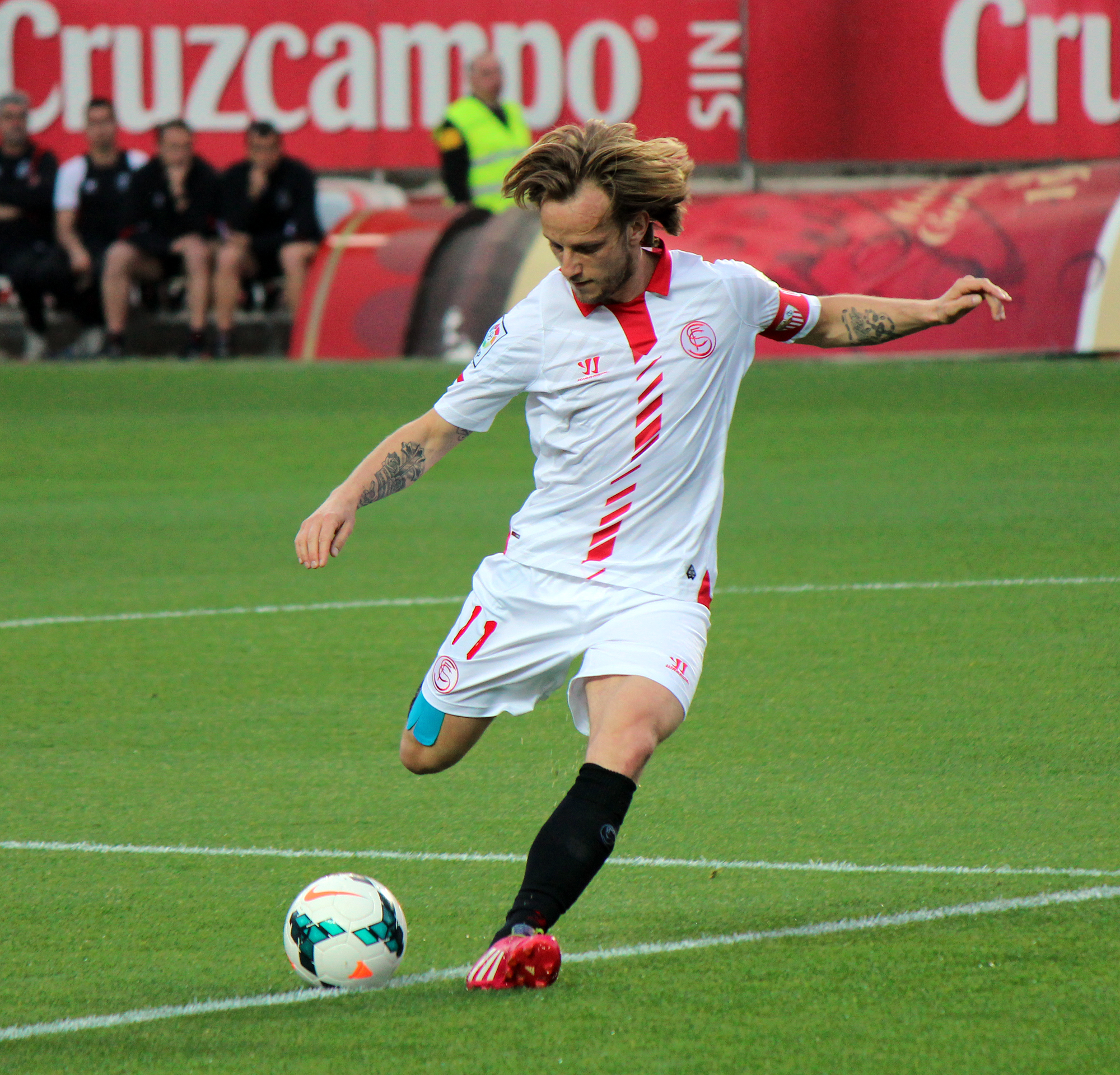
Rakitić disparando a puerta.

En la temporada 2011-12 continuó siendo indiscutible en el once inicial del equipo y uno de los jugadores más importantes para los sevillistas. Pero con la llegada de Marcelino al banquillo, quien sería sustituido por Míchel en febrero, se introdujeron nuevos esquemas tácticos, por lo que a Rakitić se le dio un papel diferente en el campo con respecto a la campaña anterior, cuando era utilizado como mediocampista central, pasando a ocupar la demarcación de mediocentro defensivo. En esta temporada, jugó un total de 39 partidos, con seis asistencias, y anotando apenas un gol en Copa del Rey, resultando ser su único año sin goles en liga.
Nada más empezar el curso 2012-13, dio una asistencia en el primer partido ante el Getafe C. F. El 12 de septiembre, nuevamente ofreció otro pase decisivo, esta vez a Piotr Trochowski en el 1-0 ante el Real Madrid C. F.. Marcó su primer tanto de la campaña en la jornada 5 ante el Deportivo La Coruña. En el encuentro en que se midieron ante el Real Betis, consiguió anotar dos goles en los primeros 20 minutos, acumulando su tercer gol de la temporada en los derbis sevillanos, dado que también había anotado durante la primera vuelta en la victoria 5-1. Durante el partido contra la Real Sociedad, Rakitić añadió otra diana a su cuenta, sin embargo, también marcó un autogol, colocando el marcador 1-1. En total jugó 42 partidos en los que anotó doce goles, de los cuales tres fueron en Copa del Rey y acumuló 10 asistencias en liga. Además, a lo largo del campeonato, Rakitić creó 100 ocasiones de gol, ocupando el cuarto lugar de los máximos creadores a nivel europeo.

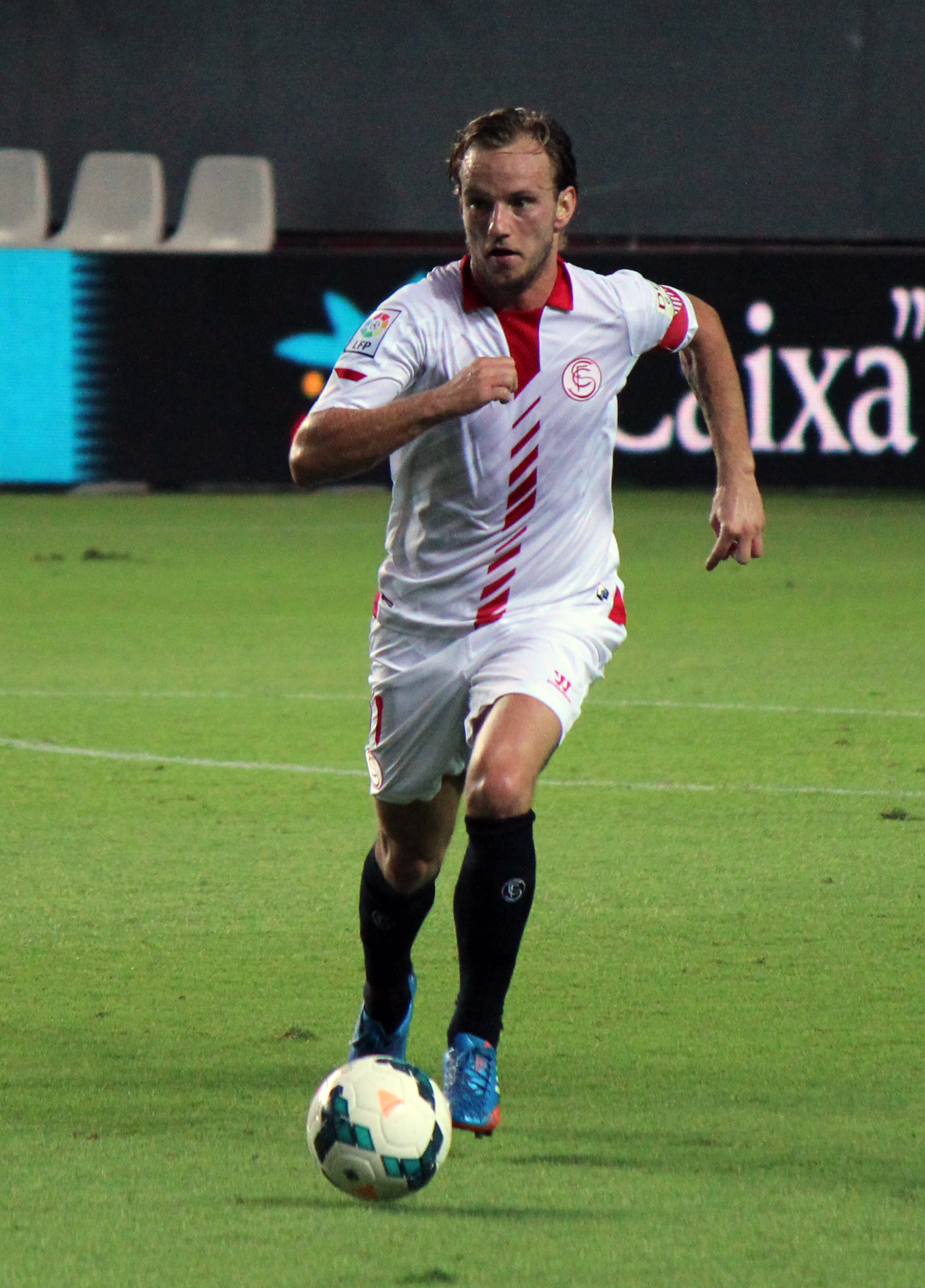
Rakitić en su última temporada con el Sevilla F. C..

#### Capitanía
Con Unai Emery como nuevo entrenador desde enero de 2013, Rakitić volvió a su posición habitual y fue nombrado el nuevo capitán de los blanquirrojos. Así, con la confianza de sus compañeros, se convirtió en uno de los jugadores más destacados de la liga, anotando el primer gol y asistiendo en segunda instancia en la derrota 3-2 ante el F. C. Barcelona. En los dos siguientes partidos, marcó dos goles en la victoria por 4-1 de visita ante el Rayo Vallecano, y asistido por el empate contra la Real Sociedad. En los tres últimos partidos de octubre, anotó nuevamente un gol en la victoria en casa ante el SC Friburgo en la Liga Europa y otros dos en la derrota ante el Real Madrid C. F. 7-3. En el tercer y cuarto encuentro de noviembre, contribuyó con una asistencia en la visita al R. C. D. Español, que quedó 1-3, y dos más en casa al Real Betis. En el último partido de diciembre, asistió en el 1-2 de la victoria de visitante ante el Villarreal C. F., ayudando al equipo a meterse entre los diez mejores tras el mal inicio, atrayendo de esta manera la atención de grandes clubes. En el primer partido de 2014, marcó en la victoria en casa ante el Getafe C. F.. Durante enero marcó dos veces más en liga, contra el Atlético de Madrid y el Levante U. D., mientras que falló un penalti en este último. Estas actuaciones le valieron para adjudicarse el premio al Mejor Jugador del Mes.
Sus buenas actuaciones continuaron con varias asistencias y goles de febrero a mayo, como las dos asistencias en la Liga Europa de visita ante el NK Maribor, o jugando contra el F. C. Oporto, al marcar un gol para la victoria por 4-1. Formó parte fundamental en la semifinal de ida en la competencia europea ante el Valencia C. F., en la cual entregó una asistencia para la victoria en casa 2-0, la serie la ganarían los sevillistas por un global de 3-3, clasificándose para la final en el Juventus Stadium. Esta definición ante el Benfica fue muy cerrada, al haber llegado a los penaltis empatados a cero, aunque finalmente los nervionenses consiguieron alzarse con su tercer título europeo, al superar a los portugueses por 4-2 en la tanda. Ivan fue escogido como mejor jugador del partido, convirtiéndose así en el primer capitán en ser elegido mejor jugador de la final de dicho campeonato. Además, se le incluyó en el equipo ideal de la Liga Europa, de igual manera fue escogido por la LFP como parte del once ideal, tanto del de la primera vuelta como del de la temporada completa.

### F. C. Barcelona

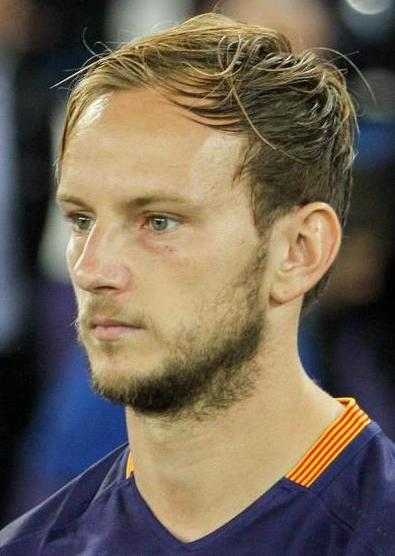
Rakitić con el Barça en 2015.

#### Jugador clave desde su llegada
El 16 de junio de 2014 se anunció oficialmente su fichaje por el Fútbol Club Barcelona. La transacción tuvo un coste de 18 millones de euros más 3 millones en variables, sumado a la cesión del jugador del filial Denis Suárez al equipo sevillista. Fue presentado ante el Camp Nou el 1 de julio firmando su contrato que le ligaba al club blaugrana por 5 temporadas.
Su debut como culé se produjo el 19 de julio, en el amistoso ante el O. G. C. Niza disputando la segunda parte del partido, el cual acabó en empate 1-1. Debutó en la primera jornada de La Liga como titular el 24 de agosto, dando una asistencia a Munir en el segundo gol en la victoria 3-0 sobre el Elche C. F. El 21 de septiembre anotó su primer tanto como azulgrana al Levante U. D. tras un disparo cruzado desde fuera del área grande, el encuentro acabaría 0-5. Volvería a marcar dos jornadas después, esta vez de cabeza en la goleada del Barça al Granada C. F. En poco tiempo se convirtió en una pieza fundamental dentro del esquema del entrenador Luis Enrique, llevándolo incluso a ser incluido en el Once Ideal del mes de septiembre.
Debido a sus actuaciones durante la campaña 2013-14, fue galardonado el 27 de octubre en la gala de los Premios LFP 2014, siéndole entregado el premio al Jugador Juego Limpio, además de haber estado nominado al Mejor Centrocampista de Ataque. El 18 de marzo de 2015 marcó su primer gol en la Liga de Campeones en la victoria por 1-0 contra Manchester City en el Camp Nou. En la final de la Liga de Campeones contra la Juventus de Turín, abrió el marcador con un tempranero gol tras pase de Andrés Iniesta en el minuto 4', luego fue sustituido por Jérémy Mathieu en el 85' sellando una gran participación, finalmente los culés consiguieron la victoria con un marcador de 3-1 alcanzando así el segundo triplete de su historia. Su adaptación al club catalán sería excepcional al ser titular en 39 partidos incluidas ambas finales, supliendo al veterano Xavi Hernández que se marchó al acabar esa misma temporada.
El 11 de agosto de 2015 jugó los 120 minutos que el Barcelona derrotó a su exequipo, el Sevilla F. C., 5-4 para ganar la Supercopa de Europa 2015 en Tiflis. El 20 de octubre logró un doblete en la victoria por 0 a 2 ante el BATE Borísov en Liga de Campeones. El 30 de abril marcó el primer gol en el importante triunfo ante el Real Betis por 0 a 2, clave para conquistar el título de Liga 2015-16. El 22 de mayo fue titular en la final de Copa del Rey 2016 ante el Sevilla F. C., logrando su cuarto título de la temporada tras vencer por 2 a 0 en la prórroga.
Inició su tercera temporada, la 2016-17, en el club catalán conquistando la Supercopa de España ante el Sevilla. También logró dos tantos en las primeras cinco jornadas de Liga ante Athletic Club (0-1) y Atlético de Madrid (1-1). El 23 de abril marcó en la victoria ante el Real Madrid en el Bernabéu por 2-3. El 27 de mayo volvió a conquistar por tercera temporada consecutiva la Copa del Rey al ganar al Alavés en la final por 3 a 1.
El 12 de septiembre de 2017 logró su primer gol de la temporada en la victoria por 3 a 0 ante la Juventus. El 21 de enero abrió el marcador en la victoria por 0 a 5 ante el Real Betis. El 21 de abril fue titular, por cuarta temporada consecutiva, en la final de Copa del Rey disputada ante el Sevilla en el Estadio Metropolitano (victoria por 0-5).
El 2 de septiembre de 2018 marcó en la victoria por 8 a 2 ante la S. D. Huesca. El 3 de octubre logró un magnífico tanto de volea, galardonado con el mejor gol de la semana, en la victoria por 2 a 4 ante el Tottenham en Wembley. El 20 de octubre marcó uno de los goles en la victoria en Liga por 4 a 2 ante el Sevilla. El 2 de marzo anotó el único tanto en el triunfo 0-1 ante Real Madrid en Liga.

#### Pérdida de protagonismo y despedida

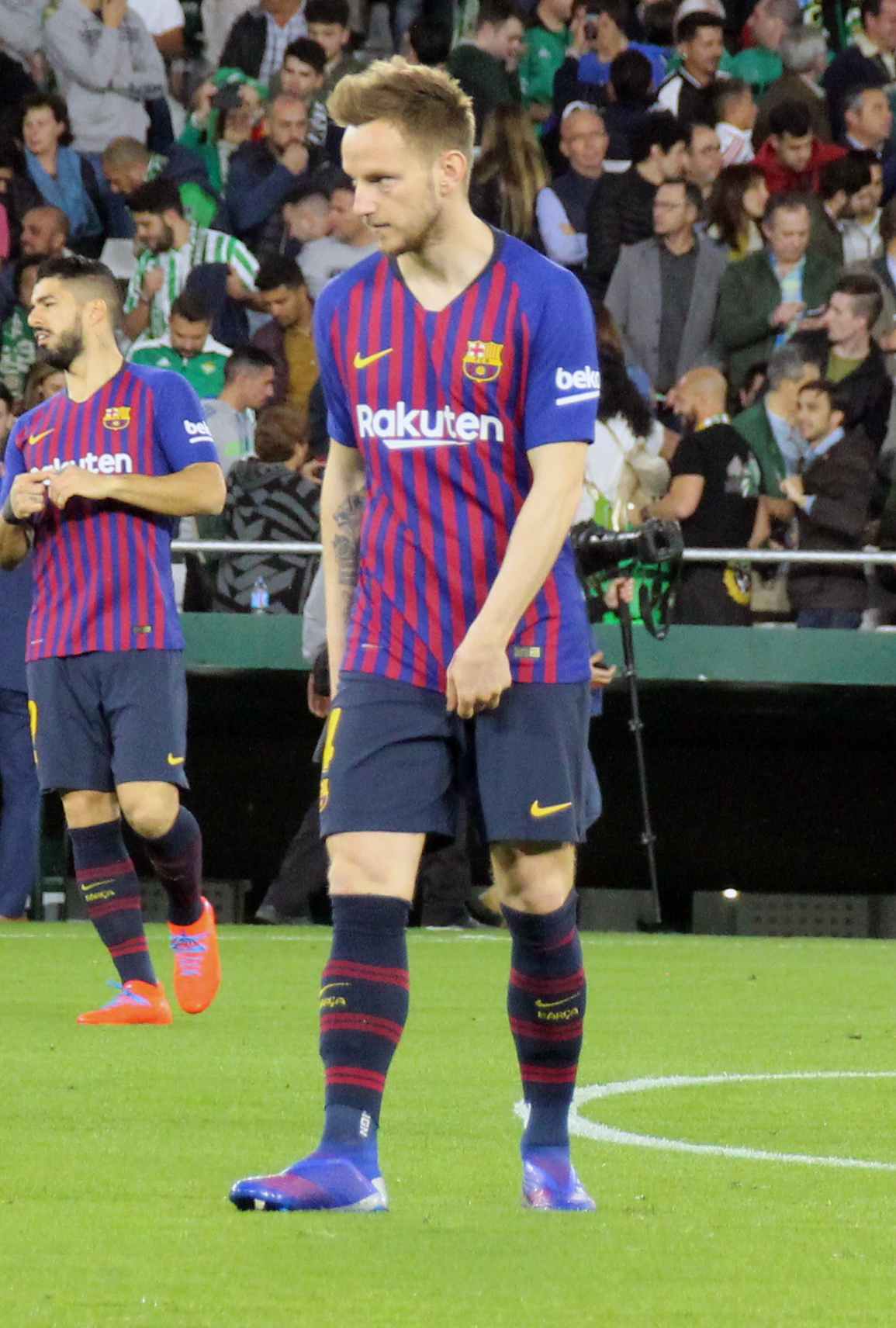
Ivan jugando con el F. C. Barcelona en 2019

En la temporada 2019-20, debido al fichaje de Frenkie de Jong, sus minutos de juego se redujeron drásticamente, así como su papel en el equipo. En octubre de 2019 el jugador declaró: "Quiero jugar, y no solo disfrutar paseando por Barcelona y el mar. Hablé con la gente del club, todos conocían las otras opciones que tenía, no era ningún secreto".
El 13 de junio de 2020, en el primer partido del Barcelona después de la pandemia de COVID-19, celebró su partido oficial número 300 con la camiseta del Barcelona cuando el club derrotó al R. C. D. Mallorca a domicilio por 0-4. El 23 de junio anotó su primer gol de la temporada en la victoria por 1-0 sobre el Athletic Club, asegurando tres puntos en la carrera por el título. El 14 de agosto, tras la abultada derrota por 2-8 ante el Bayern de Múnich en los cuartos de final de la Liga de Campeones y el cese del entrenador Quique Setién, el nuevo técnico Ronald Koeman le informó que no formaba parte de sus planes de futuro, junto con sus compañeros Luis Suárez, Arturo Vidal y Samuel Umtiti.
Abandonó el club tras 6 años en los que jugó 310 partidos, marcó 36 goles y consiguió 13 títulos.

### Regreso a Sevilla
El 1 de septiembre de 2020 se hizo oficial su vuelta al Sevilla F. C. a cambio de un millón y medio de euros más nueve en variables. Firmó un contrato por cuatro temporadas con el conjunto hispalense. En el primer partido que jugó en la temporada 2021-22 alcanzó la cifra de 200 encuentros como sevillista.
El 30 de enero de 2024 rescindió su contrato para fichar por el Al-Shabab saudí. En esta segunda etapa en la entidad sevillista se convirtió en el futbolista extranjero con más partidos en la historia del club y sumó otra Liga Europa de la UEFA a su palmarés.

### Retirada en Croacia
Tras un breve paso por Arabia Saudita, en julio de 2024 fichó por el H. N. K. Hajduk Split por un año más otro opcional, siendo esta la primera vez que iba a jugar para un equipo croata. Disputó su último partido de la temporada frente al H. N. K. Šibenik, que acabó siendo también el último de su carrera antes de anunciar su retirada el 7 de julio. Entonces siguió en el club como asistente del director deportivo.

## Selección nacional
Sus primeros pasos con selecciones fueron en las categorías inferiores de Suiza, compitiendo con la sub-17, sub-19 y sub-21, pese a esto decidió tomar la oportunidad que le brindó Slaven Bilić, inclinándose por la selección absoluta de Croacia. Realizó su debut el 8 de septiembre de 2007 en la clasificación para la Eurocopa 2008 contra Estonia en Zagreb. En el posterior encuentro, que fue ante Andorra, logró anotar su primer gol en la victoria por 6-0, el 12 de septiembre de 2007. Terminó el año con cinco partidos internacionales, de los cuales cuatro fueron para la clasificación al campeonato europeo, logrando alcanzar el objetivo.

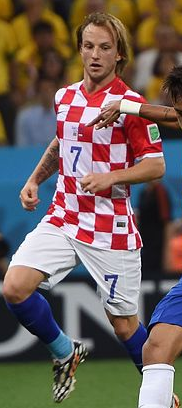
Rakitić durante un partido de Brasil 2014.

A principios de mayo de 2008 se incorporó con el equipo nacional para disputar la Eurocopa 2008 que se llevaría a cabo en Austria y su natal Suiza, siendo el segundo jugador más joven del torneo. Hizo su primera aparición como titular contra Alemania, logrando proporcionar un remate que rebotó en el poste, permitiendo a Ivica Olić anotar el segundo gol en la victoria por 2-1. Formó parte del trío de centrocampistas junto a Luka Modrić y Kranjcar que lograron la primera posición del grupo. Contra Turquía en los cuartos de final, fue uno de los tres lanzadores croatas que erraron su lanzamiento que acabó con la eliminación croata.
Continuó apareciendo regularmente con Croacia, esta vez en la fase de clasificación para el Mundial de Sudáfrica 2010, la cual resultó infructuosa tras quedar en la tercera posición del grupo 6, pese a esto tuvo participación jugando los 10 partidos y marcando tres goles en la competición. Tras aparecer en todos los encuentros para clasificación a la Eurocopa 2012 de Polonia y Ucrania, formó parte de la lista de 23 que disputarían el Grupo C contra Irlanda, Italia y España; partidos que disputó en su totalidad. Después de dos partidos, Croacia acumulaba 4 puntos y se enfrentaba al campeón defensor del título España, en Gdansk. Tras la derrota ante el conjunto español, quedaron eliminados. Tuvo una ocasión que fue detenida por Iker Casillas.
Durante la campaña para la clasificación al Mundial de 2014, anotó un gol de tiro libre a Macedonia del Norte el 12 de octubre de 2012, asegurando así la victoria 2-1. Finalmente quedaron segundos de su grupo por detrás de Bélgica, por lo que tuvieron que disputar los playoffs ante Islandia a quienes vencieron en el partido de vuelta por 2-0, de esta manera lograron disputar su cuarta Copa del Mundo. En el sorteo previo, Croacia se colocó en el Grupo A con Brasil, México y Camerún. El 14 de mayo de 2014 se dio a conocer la lista preliminar de 30 jugadores entre los que se encontraba él, siendo ratificado en la lista final de 23 futbolistas el 31 de mayo. Jugaron el partido inaugural ante el anfitrión Brasil, en el que perdieron por 3-1. En el segundo encuentro golearon por 4-0, eliminando a los africanos. Finalmente en el enfrentamiento que decidía su continuidad, cayeron por 3-1 contra los mexicanos, de esta manera se despidieron en la primera fase con solo 3 puntos.
El 4 de junio de 2018 el seleccionador Zlatko Dalić lo incluyó en la lista de 23 para el Mundial. La selección croata logró tres victorias en la fase de grupos ante Nigeria, Argentina e Islandia. El centrocampista logró un tanto ante Argentina y, posteriormente, marcó el penalti decisivo en la tanda ante Dinamarca (octavos de final) y Rusia (cuartos de final). Así pues, fue un jugador fundamental para que Croacia se convirtiera en finalista del Mundial. El 15 de julio fue titular en la final del Mundial ante Francia, que acabó con una derrota por 4 a 2.
El 21 de septiembre de 2020, tras haber disputado 106 partidos y anotar 15 goles, anunció su retirada de la selección.

### Participaciones en Copas del Mundo
| Mundial           | Sede   | Resultado      | Partidos | Goles |
| ----------------- | ------ | -------------- | -------- | ----- |
| Copa Mundial 2014 | Brasil | Fase de grupos | 3        | 0     |
| Copa Mundial 2018 | Rusia  | Subcampeón     | 7        | 1     |

### Participaciones en Eurocopas
| Copa          | Sede              | Resultado        | Partidos | Goles |
| ------------- | ----------------- | ---------------- | -------- | ----- |
| Eurocopa 2008 | Austria y Suiza   | Cuartos de final | 3        | 0     |
| Eurocopa 2012 | Polonia y Ucrania | Fase de grupos   | 3        | 0     |
| Eurocopa 2016 | Francia           | Octavos de final | 4        | 1     |

### Partidos internacionales
| Partidos internacionales con la selección de Croacia | Partidos internacionales con la selección de Croacia | Partidos internacionales con la selección de Croacia   | Partidos internacionales con la selección de Croacia | Partidos internacionales con la selección de Croacia | Partidos internacionales con la selección de Croacia | Partidos internacionales con la selección de Croacia | Partidos internacionales con la selección de Croacia | Partidos internacionales con la selección de Croacia |
| N.º                                                  | Fecha                                                | Lugar                                                  | Local                                                | Marcador                                             | Visitante                                            | Competición                                          |                                                      |                                                      |
| Partidos con la selección sub-21 de Croacia          | Partidos con la selección sub-21 de Croacia          | Partidos con la selección sub-21 de Croacia            | Partidos con la selección sub-21 de Croacia          | Partidos con la selección sub-21 de Croacia          | Partidos con la selección sub-21 de Croacia          | Partidos con la selección sub-21 de Croacia          | Partidos con la selección sub-21 de Croacia          | Partidos con la selección sub-21 de Croacia          |
| ---------------------------------------------------- | ---------------------------------------------------- | ------------------------------------------------------ | ---------------------------------------------------- | ---------------------------------------------------- | ---------------------------------------------------- | ---------------------------------------------------- | ---------------------------------------------------- | ---------------------------------------------------- |
| 1.                                                   | 14 de noviembre de 2009                              | Dimotiko Stadio Pegias, Peyia, Chipre                  | Chipre                                               | 1 - 2                                                | Croacia                                              | Clasificatorias Eurocopa 2011                        |                                                      |                                                      |
| 2.                                                   | 18 de noviembre de 2009                              | Stadio FC ViOn, Zlaté Moravce, Eslovaquia              | Eslovaquia                                           | 1 - 2                                                | Croacia                                              | Clasificatorias Eurocopa 2011                        |                                                      |                                                      |
| 3.                                                   | 19 de mayo de 2010                                   | Estadio Anđelko Herjavec, Varaždin, Croacia            | Croacia                                              | 1 - 1                                                | Eslovaquia                                           | Clasificatorias Eurocopa 2011                        |                                                      |                                                      |
| 4.                                                   | 12 de octubre de 2010                                | Estadio Anđelko Herjavec, Varaždin, Croacia            | Croacia                                              | 0 - 3                                                | España                                               | Clasificatorias Eurocopa 2011                        |                                                      |                                                      |
| Partidos con la selección absoluta de Croacia        |                                                      |                                                        |                                                      |                                                      |                                                      |                                                      |                                                      |                                                      |
| 1.                                                   | 8 de septiembre de 2007                              | Estadio Maksimir, Zagreb, Croacia                      | Croacia                                              | 2 - 0                                                | Estonia                                              | Clasificatorias Eurocopa 2008                        |                                                      |                                                      |
| 2.                                                   | 12 de septiembre de 2007                             | Comunal de Andorra la Vieja, Andorra la Vieja, Andorra | Andorra                                              | 0 - 6                                                | Croacia                                              | Clasificatorias Eurocopa 2008                        |                                                      |                                                      |
| 3.                                                   | 13 de octubre de 2007                                | Estadio Maksimir, Zagreb, Croacia                      | Croacia                                              | 1 - 0                                                | Israel                                               | Clasificatorias Eurocopa 2008                        |                                                      |                                                      |
| 4.                                                   | 16 de octubre de 2007                                | Stadion Kantrida, Rijeka, Croacia                      | Croacia                                              | 3 - 0                                                | Eslovaquia                                           | Amistoso                                             |                                                      |                                                      |
| 5.                                                   | 21 de noviembre de 2007                              | Estadio de Wembley, Londres, Inglaterra                | Inglaterra                                           | 2 - 3                                                | Croacia                                              | Clasificatorias Eurocopa 2008                        |                                                      |                                                      |
| 6.                                                   | 6 de febrero de 2008                                 | Estadio Poljud, Split, Croacia                         | Croacia                                              | 0 - 3                                                | Países Bajos                                         | Amistoso                                             |                                                      |                                                      |
| 7.                                                   | 24 de mayo de 2008                                   | Stadion Kantrida, Rijeka, Croacia                      | Croacia                                              | 1 - 0                                                | Moldavia                                             | Amistoso                                             |                                                      |                                                      |
| 8.                                                   | 31 de mayo de 2008                                   | Estadio Ferenc Szusza, Budapest, Hungría               | Hungría                                              | 1 - 1                                                | Croacia                                              | Amistoso                                             |                                                      |                                                      |
| 9.                                                   | 12 de junio de 2008                                  | Estadio Wörthersee, Klagenfurt, Austria                | Croacia                                              | 2 - 1                                                | Alemania                                             | Eurocopa 2008                                        |                                                      |                                                      |
| 10.                                                  | 16 de junio de 2008                                  | Estadio Wörthersee, Klagenfurt, Austria                | Polonia                                              | 0 - 1                                                | Croacia                                              | Eurocopa 2008                                        |                                                      |                                                      |
| 11.                                                  | 20 de junio de 2008                                  | Estadio Ernst Happel, Viena, Austria                   | Croacia                                              | 1 - 1 p                                              | Turquía                                              | Eurocopa 2008                                        |                                                      |                                                      |
| 12.                                                  | 20 de agosto de 2008                                 | Estadio Ljudski vrt, Maribor, Eslovenia                | Eslovenia                                            | 2 - 3                                                | Croacia                                              | Amistoso                                             |                                                      |                                                      |
| 13.                                                  | 6 de septiembre de 2008                              | Estadio Maksimir, Zagreb, Croacia                      | Croacia                                              | 3 - 0                                                | Kazajistán                                           | Clasificatorias Mundial 2010                         |                                                      |                                                      |
| 14.                                                  | 10 de septiembre de 2008                             | Estadio Maksimir, Zagreb, Croacia                      | Croacia                                              | 1 - 4                                                | Inglaterra                                           | Clasificatorias Mundial 2010                         |                                                      |                                                      |
| 15.                                                  | 11 de octubre de 2008                                | Estadio Metalist, Járkov, Ucrania                      | Ucrania                                              | 0 - 0                                                | Croacia                                              | Clasificatorias Mundial 2010                         |                                                      |                                                      |
| 16.                                                  | 15 de octubre de 2008                                | Estadio Maksimir, Zagreb, Croacia                      | Croacia                                              | 4 - 0                                                | Andorra                                              | Clasificatorias Mundial 2010                         |                                                      |                                                      |
| 17.                                                  | 11 de febrero de 2009                                | Stadionul Ghencea, Bucarest, Rumanía                   | Rumania                                              | 1 - 2                                                | Croacia                                              | Amistoso                                             |                                                      |                                                      |
| 18.                                                  | 1 de abril de 2009                                   | Comunal de Andorra la Vieja, Andorra la Vieja, Andorra | Andorra                                              | 0 - 2                                                | Croacia                                              | Clasificatorias Mundial 2010                         |                                                      |                                                      |
| 19.                                                  | 6 de junio de 2009                                   | Estadio Maksimir, Zagreb, Croacia                      | Croacia                                              | 2 - 2                                                | Ucrania                                              | Clasificatorias Mundial 2010                         |                                                      |                                                      |
| 20.                                                  | 12 de agosto de 2009                                 | Estadio Dinamo, Minsk, Bielorrusia                     | Bielorrusia                                          | 1 - 3                                                | Croacia                                              | Clasificatorias Mundial 2010                         |                                                      |                                                      |
| 21.                                                  | 5 de septiembre de 2009                              | Estadio Maksimir, Zagreb, Croacia                      | Croacia                                              | 1 - 0                                                | Bielorrusia                                          | Clasificatorias Mundial 2010                         |                                                      |                                                      |
| 22.                                                  | 9 de septiembre de 2009                              | Estadio de Wembley, Londres, Inglaterra                | Inglaterra                                           | 5 - 1                                                | Croacia                                              | Clasificatorias Mundial 2010                         |                                                      |                                                      |
| 23.                                                  | 8 de octubre de 2009                                 | Stadion Kantrida, Rijeka, Croacia                      | Croacia                                              | 3 - 2                                                | Catar                                                | Amistoso                                             |                                                      |                                                      |
| 24.                                                  | 14 de octubre de 2009                                | Astana Arena, Astaná, Kazajistán                       | Kazajistán                                           | 1 - 2                                                | Croacia                                              | Clasificatorias Mundial 2010                         |                                                      |                                                      |
| 25.                                                  | 3 de marzo de 2010                                   | Estadio Rey Balduino, Bruselas, Bélgica                | Bélgica                                              | 0 - 1                                                | Croacia                                              | Amistoso                                             |                                                      |                                                      |
| 26.                                                  | 23 de mayo de 2010                                   | Stadion Gradski vrt, Osijek, Croacia                   | Croacia                                              | 2 - 0                                                | Gales                                                | Amistoso                                             |                                                      |                                                      |
| 27.                                                  | 26 de mayo de 2010                                   | A. Le Coq Arena, Tallin, Estonia                       | Estonia                                              | 0 - 0                                                | Croacia                                              | Amistoso                                             |                                                      |                                                      |
| 28.                                                  | 11 de agosto de 2010                                 | Estadio Pasienky, Bratislava, Eslovaquia               | Eslovaquia                                           | 1 - 1                                                | Croacia                                              | Amistoso                                             |                                                      |                                                      |
| 29.                                                  | 3 de septiembre de 2010                              | Estadio Skonto, Riga, Letonia                          | Letonia                                              | 0 - 3                                                | Croacia                                              | Clasificatorias Eurocopa 2012                        |                                                      |                                                      |
| 30.                                                  | 7 de septiembre de 2010                              | Estadio Maksimir, Zagreb, Croacia                      | Croacia                                              | 0 - 0                                                | Grecia                                               | Clasificatorias Eurocopa 2012                        |                                                      |                                                      |
| 31.                                                  | 9 de octubre de 2010                                 | Estadio Ramat Gan, Ramat Gan, Israel                   | Israel                                               | 1 - 2                                                | Croacia                                              | Clasificatorias Eurocopa 2012                        |                                                      |                                                      |
| 32.                                                  | 17 de noviembre de 2010                              | Estadio Maksimir, Zagreb, Croacia                      | Croacia                                              | 3 - 0                                                | Malta                                                | Clasificatorias Eurocopa 2012                        |                                                      |                                                      |
| 33.                                                  | 9 de febrero de 2011                                 | Estadio Aldo Drosina, Pula, Croacia                    | Croacia                                              | 4 - 2                                                | República Checa                                      | Amistoso                                             |                                                      |                                                      |
| 34.                                                  | 26 de marzo de 2011                                  | Estadio Boris Paichadze, Tiflis, Georgia               | Georgia                                              | 1 - 0                                                | Croacia                                              | Clasificatorias Eurocopa 2012                        |                                                      |                                                      |
| 35.                                                  | 29 de marzo de 2011                                  | Stade de France, París, Francia                        | Francia                                              | 0 - 0                                                | Croacia                                              | Amistoso                                             |                                                      |                                                      |
| 36.                                                  | 11 de octubre de 2011                                | Estadio Maksimir, Zagreb, Croacia                      | Croacia                                              | 2 - 0                                                | Letonia                                              | Clasificatorias Eurocopa 2012                        |                                                      |                                                      |
| 37.                                                  | 11 de noviembre de 2011                              | Türk Telekom Arena, Estambul, Turquía                  | Turquía                                              | 0 - 3                                                | Croacia                                              | Clasificatorias Eurocopa 2012                        |                                                      |                                                      |
| 38.                                                  | 15 de noviembre de 2011                              | Estadio Maksimir, Zagreb, Croacia                      | Croacia                                              | 0 - 0                                                | Turquía                                              | Clasificatorias Eurocopa 2012                        |                                                      |                                                      |
| 39.                                                  | 29 de febrero de 2012                                | Estadio Maksimir, Zagreb, Croacia                      | Croacia                                              | 1 - 3                                                | Suecia                                               | Amistoso                                             |                                                      |                                                      |
| 40.                                                  | 25 de mayo de 2012                                   | Estadio Aldo Drosina, Pula, Croacia                    | Croacia                                              | 3 - 1                                                | Estonia                                              | Amistoso                                             |                                                      |                                                      |
| 41.                                                  | 2 de junio de 2012                                   | Ullevaal Stadion, Oslo, Noruega                        | Noruega                                              | 1 - 1                                                | Croacia                                              | Amistoso                                             |                                                      |                                                      |
| 42.                                                  | 10 de junio de 2012                                  | INEA Stadion, Poznań, Polonia                          | Irlanda                                              | 1 - 3                                                | Croacia                                              | Eurocopa 2012                                        |                                                      |                                                      |
| 43.                                                  | 14 de junio de 2012                                  | INEA Stadion, Poznań, Polonia                          | Italia                                               | 1 - 1                                                | Croacia                                              | Eurocopa 2012                                        |                                                      |                                                      |
| 44.                                                  | 18 de junio de 2012                                  | Arena Gdansk, Gdansk, Polonia                          | Croacia                                              | 0 - 1                                                | España                                               | Eurocopa 2012                                        |                                                      |                                                      |
| 45.                                                  | 15 de agosto de 2012                                 | Estadio Poljud, Split, Croacia                         | Croacia                                              | 2 - 4                                                | Suiza                                                | Amistoso                                             |                                                      |                                                      |
| 46.                                                  | 7 de septiembre de 2012                              | Estadio Maksimir, Zagreb, Croacia                      | Croacia                                              | 1 - 0                                                | Macedonia del Norte                                  | Clasificatorias Mundial 2014                         |                                                      |                                                      |
| 47.                                                  | 12 de octubre de 2012                                | Estadio Filip II, Skopie, Macedonia del Norte          | Macedonia del Norte                                  | 1 - 2                                                | Croacia                                              | Clasificatorias Mundial 2014                         |                                                      |                                                      |
| 48.                                                  | 16 de octubre de 2012                                | Stadion Gradski vrt, Osijek, Croacia                   | Croacia                                              | 2 - 0                                                | Gales                                                | Clasificatorias Mundial 2014                         |                                                      |                                                      |
| 49.                                                  | 6 de febrero de 2013                                 | Craven Cottage, Londres, Inglaterra                    | Corea del Sur                                        | 0 - 4                                                | Croacia                                              | Amistoso                                             |                                                      |                                                      |
| 50.                                                  | 22 de marzo de 2013                                  | Estadio Maksimir, Zagreb, Croacia                      | Croacia                                              | 2 - 0                                                | Serbia                                               | Clasificatorias Mundial 2014                         |                                                      |                                                      |
| 51.                                                  | 26 de marzo de 2013                                  | Liberty Stadium, Swansea, Gales                        | Gales                                                | 1 - 2                                                | Croacia                                              | Clasificatorias Mundial 2014                         |                                                      |                                                      |
| 52.                                                  | 7 de junio de 2013                                   | Estadio Maksimir, Zagreb, Croacia                      | Croacia                                              | 0 - 1                                                | Escocia                                              | Clasificatorias Mundial 2014                         |                                                      |                                                      |
| 53.                                                  | 10 de junio de 2013                                  | Stade de Genève, Lancy, Suiza                          | Croacia                                              | 0 - 1                                                | Portugal                                             | Amistoso                                             |                                                      |                                                      |
| 54.                                                  | 14 de agosto de 2013                                 | Rheinpark Stadion, Vaduz, Liechtenstein                | Liechtenstein                                        | 2 - 3                                                | Croacia                                              | Amistoso                                             |                                                      |                                                      |
| 55.                                                  | 6 de septiembre de 2013                              | Estadio Estrella Roja, Belgrado, Serbia                | Serbia                                               | 1 - 1                                                | Croacia                                              | Clasificatorias Mundial 2014                         |                                                      |                                                      |
| 56.                                                  | 10 de septiembre de 2013                             | Estadio Mundialista de Jeonju, Jeonju, Corea del Sur   | Corea del Sur                                        | 1 - 2                                                | Croacia                                              | Amistoso                                             |                                                      |                                                      |
| 57.                                                  | 11 de octubre de 2013                                | Estadio Maksimir, Zagreb, Croacia                      | Croacia                                              | 1 - 2                                                | Bélgica                                              | Clasificatorias Mundial 2014                         |                                                      |                                                      |
| 58.                                                  | 15 de noviembre de 2013                              | Laugardalsvöllur, Reikiavik, Islandia                  | Islandia                                             | 0 - 0                                                | Croacia                                              | Clasificatorias Mundial 2014                         |                                                      |                                                      |
| 59.                                                  | 19 de noviembre de 2013                              | Estadio Maksimir, Zagreb, Croacia                      | Croacia                                              | 2 - 0                                                | Islandia                                             | Clasificatorias Mundial 2014                         |                                                      |                                                      |
| 60.                                                  | 5 de marzo de 2014                                   | AFG Arena, San Galo, Suiza                             | Suiza                                                | 2 - 2                                                | Croacia                                              | Amistoso                                             |                                                      |                                                      |
| 61.                                                  | 31 de mayo de 2014                                   | Stadion Gradski vrt, Osijek, Croacia                   | Croacia                                              | 2 - 1                                                | Malí                                                 | Amistoso                                             |                                                      |                                                      |
| 62.                                                  | 6 de junio de 2014                                   | Estadio Roberto Santos, Salvador de Bahía, Brasil      | Croacia                                              | 1 - 0                                                | Australia                                            | Amistoso                                             |                                                      |                                                      |
| 63.                                                  | 12 de junio de 2014                                  | Arena Corinthians, São Paulo, Brasil                   | Brasil                                               | 3 - 1                                                | Croacia                                              | Copa Mundial 2014                                    |                                                      |                                                      |
| 64.                                                  | 18 de junio de 2014                                  | Arena da Amazônia, Manaos, Brasil                      | Camerún                                              | 0 - 4                                                | Croacia                                              | Copa Mundial 2014                                    |                                                      |                                                      |
| 65.                                                  | 23 de junio de 2014                                  | Arena Pernambuco, Recife, Brasil                       | Croacia                                              | 1 - 3                                                | México                                               | Copa Mundial 2014                                    |                                                      |                                                      |
| 66.                                                  | 9 de septiembre de 2014                              | Estadio Maksimir, Zagreb, Croacia                      | Croacia                                              | 2 - 0                                                | Malta                                                | Clasificatorias Eurocopa 2016                        |                                                      |                                                      |
| 67.                                                  | 10 de octubre de 2014                                | Estadio Nacional Vasil Levski, Sofía, Bulgaria         | Bulgaria                                             | 0 - 1                                                | Croacia                                              | Clasificatorias Eurocopa 2016                        |                                                      |                                                      |
| 68.                                                  | 13 de octubre de 2014                                | Stadion Gradski vrt, Osijek, Croacia                   | Croacia                                              | 6 - 0                                                | Azerbaiyán                                           | Clasificatorias Eurocopa 2016                        |                                                      |                                                      |
| 69.                                                  | 16 de noviembre de 2014                              | Estadio Giuseppe Meazza, Milán, Italia                 | Italia                                               | 1 - 1                                                | Croacia                                              | Clasificatorias Eurocopa 2016                        |                                                      |                                                      |
| 70.                                                  | 28 de marzo de 2015                                  | Estadio Maksimir, Zagreb, Croacia                      | Croacia                                              | 5 - 1                                                | Noruega                                              | Clasificatorias Eurocopa 2016                        |                                                      |                                                      |
| 71.                                                  | 12 de junio de 2015                                  | Estadio Poljud, Split, Croacia                         | Croacia                                              | 1 - 1                                                | Italia                                               | Clasificatorias Eurocopa 2016                        |                                                      |                                                      |
| 72.                                                  | 3 de septiembre de 2015                              | Bakcell Arena, Bakú, Azerbaiyán                        | Azerbaiyán                                           | 0 - 0                                                | Croacia                                              | Clasificatorias Eurocopa 2016                        |                                                      |                                                      |
| 73.                                                  | 6 de septiembre de 2015                              | Ullevaal Stadion, Oslo, Noruega                        | Noruega                                              | 2 - 0                                                | Croacia                                              | Clasificatorias Eurocopa 2016                        |                                                      |                                                      |
| 74.                                                  | 10 de octubre de 2015                                | Estadio Maksimir, Zagreb, Croacia                      | Croacia                                              | 3 - 0                                                | Bulgaria                                             | Clasificatorias Eurocopa 2016                        |                                                      |                                                      |
| 75.                                                  | 13 de octubre de 2015                                | Estadio Nacional Ta' Qali, La Valeta, Malta            | Malta                                                | 0 - 1                                                | Croacia                                              | Clasificatorias Eurocopa 2016                        |                                                      |                                                      |
| 76.                                                  | 4 de junio de 2016                                   | Stadion Rujevica, Rijeka, Croacia                      | Croacia                                              | 10 - 0                                               | San Marino                                           | Amistoso                                             |                                                      |                                                      |
| 77.                                                  | 12 de junio de 2016                                  | Parc des Princes, París, Francia                       | Turquía                                              | 0 - 1                                                | Croacia                                              | Eurocopa 2016                                        |                                                      |                                                      |
| 78.                                                  | 17 de junio de 2016                                  | Estadio Geoffroy-Guichard, Saint-Étienne, Francia      | República Checa                                      | 2 - 2                                                | Croacia                                              | Eurocopa 2016                                        |                                                      |                                                      |
| 79.                                                  | 21 de junio de 2016                                  | Estadio Matmut Atlantique, Burdeos, Francia            | Croacia                                              | 2 - 1                                                | España                                               | Eurocopa 2016                                        |                                                      |                                                      |
| 80.                                                  | 25 de junio de 2016                                  | Estadio Bollaert-Delelis, Lens, Francia                | Croacia                                              | 0 - 1 (t.s.)                                         | Portugal                                             | Eurocopa 2016                                        |                                                      |                                                      |
| 81.                                                  | 5 de septiembre de 2016                              | Estadio Maksimir, Zagreb, Croacia                      | Croacia                                              | 1 - 1                                                | Turquía                                              | Clasificatorias Mundial 2018                         |                                                      |                                                      |
| 82.                                                  | 12 de noviembre de 2016                              | Estadio Maksimir, Zagreb, Croacia                      | Croacia                                              | 2 - 0                                                | Islandia                                             | Clasificatorias Mundial 2018                         |                                                      |                                                      |
| 83.                                                  | 24 de marzo de 2017                                  | Estadio Maksimir, Zagreb, Croacia                      | Croacia                                              | 1 - 0                                                | Ucrania                                              | Clasificatorias Mundial 2018                         |                                                      |                                                      |
| 84.                                                  | 3 de septiembre de 2017                              | Estadio Maksimir, Zagreb, Croacia                      | Croacia                                              | 1 - 0                                                | Kosovo                                               | Clasificatorias Mundial 2018                         |                                                      |                                                      |
| 85.                                                  | 6 de octubre de 2017                                 | Stadion Rujevica, Rijeka, Croacia                      | Croacia                                              | 1 - 1                                                | Finlandia                                            | Clasificatorias Mundial 2018                         |                                                      |                                                      |
| 86.                                                  | 9 de octubre de 2017                                 | Estadio Olímpico de Kiev, Kiev, Ucrania                | Ucrania                                              | 0 - 2                                                | Croacia                                              | Clasificatorias Mundial 2018                         |                                                      |                                                      |
| 87.                                                  | 9 de noviembre de 2017                               | Estadio Maksimir, Zagreb, Croacia                      | Croacia                                              | 4 - 1                                                | Grecia                                               | Clasificatorias Mundial 2018                         |                                                      |                                                      |
| 88.                                                  | 12 de noviembre de 2017                              | Estadio Georgios Karaiskakis, El Pireo, Grecia         | Grecia                                               | 0 - 0                                                | Croacia                                              | Clasificatorias Mundial 2018                         |                                                      |                                                      |
| 89.                                                  | 23 de marzo de 2018                                  | Estadio Sun Life, Miami, Estados Unidos                | Perú                                                 | 2 - 0                                                | Croacia                                              | Amistoso                                             |                                                      |                                                      |
| 90.                                                  | 27 de marzo de 2018                                  | AT&T Stadium, Arlington, Estados Unidos                | México                                               | 0 - 1                                                | Croacia                                              | Amistoso                                             |                                                      |                                                      |
| 91.                                                  | 3 de junio de 2018                                   | Anfield, Liverpool, Inglaterra                         | Brasil                                               | 2 - 0                                                | Croacia                                              | Amistoso                                             |                                                      |                                                      |
| 92.                                                  | 8 de junio de 2018                                   | Stadion Gradski vrt, Osijek, Croacia                   | Croacia                                              | 2 - 1                                                | Senegal                                              | Amistoso                                             |                                                      |                                                      |
| 93.                                                  | 16 de junio de 2018                                  | Estadio de Kaliningrado, Kaliningrado, Rusia           | Croacia                                              | 2 - 0                                                | Nigeria                                              | Copa Mundial 2018                                    |                                                      |                                                      |
| 94.                                                  | 21 de junio de 2018                                  | Estadio de Nizhni Nóvgorod, Nizhni Nóvgorod, Rusia     | Argentina                                            | 0 - 3                                                | Croacia                                              | Copa Mundial 2018                                    |                                                      |                                                      |
| 95.                                                  | 26 de junio de 2018                                  | Rostov Arena, Rostov del Don, Rusia                    | Islandia                                             | 1 - 2                                                | Croacia                                              | Copa Mundial 2018                                    |                                                      |                                                      |
| 96.                                                  | 1 de julio de 2018                                   | Estadio de Nizhni Nóvgorod, Nizhni Nóvgorod, Rusia     | Croacia                                              | 1 - 1 (3:2 p.)                                       | Dinamarca                                            | Copa Mundial 2018                                    |                                                      |                                                      |
| 97.                                                  | 7 de julio de 2018                                   | Estadio Olímpico de Sochi, Sochi, Rusia                | Rusia                                                | 2 - 2 (3:4 p.)                                       | Croacia                                              | Copa Mundial 2018                                    |                                                      |                                                      |
| 98.                                                  | 11 de julio de 2018                                  | Estadio Olímpico Luzhnikí, Moscú, Rusia                | Croacia                                              | 2 - 1 (t.s.)                                         | Inglaterra                                           | Copa Mundial 2018                                    |                                                      |                                                      |
| 99.                                                  | 15 de julio de 2018                                  | Estadio Olímpico Luzhnikí, Moscú, Rusia                | Francia                                              | 4 - 2                                                | Croacia                                              | Copa Mundial 2018                                    |                                                      |                                                      |
| 100.                                                 | 11 de septiembre de 2018                             | Estadio Manuel Martínez Valero, Elche, España          | España                                               | 6 - 0                                                | Croacia                                              | Liga de Naciones de la UEFA 2018-19                  |                                                      |                                                      |

### Goles internacionales
| Goles internacionales con Croacia | Goles internacionales con Croacia | Goles internacionales con Croacia                  | Goles internacionales con Croacia | Goles internacionales con Croacia | Goles internacionales con Croacia | Goles internacionales con Croacia | Goles internacionales con Croacia | Goles internacionales con Croacia |
| N.º                               | Fecha                             | Lugar                                              | Rival                             | Gol                               | Marcador                          | Competición                       |                                   |                                   |
| Selección sub-21                  | Selección sub-21                  | Selección sub-21                                   | Selección sub-21                  | Selección sub-21                  | Selección sub-21                  | Selección sub-21                  | Selección sub-21                  | Selección sub-21                  |
| --------------------------------- | --------------------------------- | -------------------------------------------------- | --------------------------------- | --------------------------------- | --------------------------------- | --------------------------------- | --------------------------------- | --------------------------------- |
| 1.                                | 14 de noviembre de 2009           | Dimotiko Stadio Pegias, Peyia, Chipre              | Chipre                            | 1 - 2                             | 1 - 2                             | Clasificatorias Eurocopa 2011     |                                   |                                   |
| 2.                                | 19 de mayo de 2010                | Estadio Anđelko Herjavec, Varaždin, Croacia        | Eslovaquia                        | 1 - 1                             | 1 - 1                             | Clasificatorias Eurocopa 2011     |                                   |                                   |
| Selección absoluta                |                                   |                                                    |                                   |                                   |                                   |                                   |                                   |                                   |
| 1.                                | 12 de septiembre de 2007          | Estadio Comunal, Andorra la Vieja, Andorra         | Andorra                           | 0 - 6                             | 0 - 6                             | Clasificatorias Eurocopa 2008     |                                   |                                   |
| 2.                                | 20 de agosto de 2008              | Estadio Ljudski vrt, Maribor, Eslovenia            | Eslovenia                         | 1 - 1                             | 2 - 3                             | Amistoso                          |                                   |                                   |
| 3.                                | 20 de agosto de 2008              | Estadio Ljudski vrt, Maribor, Eslovenia            | Eslovenia                         | 2 - 3                             | 2 - 3                             | Amistoso                          |                                   |                                   |
| 4.                                | 15 de octubre de 2008             | Estadio Maksimir, Zagreb, Croacia                  | Andorra                           | 1 - 0                             | 4 - 0                             | Clasificatorias Mundial 2010      |                                   |                                   |
| 5.                                | 15 de octubre de 2008             | Estadio Maksimir, Zagreb, Croacia                  | Andorra                           | 4 - 0                             | 4 - 0                             | Clasificatorias Mundial 2010      |                                   |                                   |
| 6.                                | 11 de febrero de 2009             | Stadionul Ghencea, Bucarest, Rumania               | Rumania                           | 1 - 1                             | 1 - 2                             | Amistoso                          |                                   |                                   |
| 7.                                | 5 de septiembre de 2009           | Estadio Maksimir, Zagreb, Croacia                  | Bielorrusia                       | 1 - 0                             | 1 - 0                             | Clasificatorias Mundial 2010      |                                   |                                   |
| 8.                                | 23 de mayo de 2010                | Stadion Gradski vrt, Osijek, Croacia               | Gales                             | 1 - 0                             | 2 - 0                             | Amistoso                          |                                   |                                   |
| 9.                                | 12 de octubre de 2012             | Estadio Filip II, Skopie, Macedonia del Norte      | Macedonia del Norte               | 1 - 2                             | 1 - 2                             | Clasificatorias Mundial 2014      |                                   |                                   |
| 10.                               | 10 de octubre de 2015             | Estadio Maksimir, Zagreb, Croacia                  | Bulgaria                          | 2 - 0                             | 3 - 0                             | Clasificatorias Eurocopa 2016     |                                   |                                   |
| 11.                               | 4 de junio de 2016                | Stadion Rujevica, Rijeka, Croacia                  | San Marino                        | 7 - 0                             | 10 - 0                            | Amistoso                          |                                   |                                   |
| 12.                               | 17 de junio de 2016               | Estadio Geoffroy-Guichard, Saint-Étienne, Francia  | República Checa                   | 0 - 2                             | 2 - 2                             | Eurocopa 2016                     |                                   |                                   |
| 13.                               | 5 de septiembre de 2016           | Estadio Maksimir, Zagreb, Croacia                  | Turquía                           | 1 - 0                             | 1 - 1                             | Clasificatorias Mundial 2018      |                                   |                                   |
| 14.                               | 27 de marzo de 2018               | AT&T Stadium, Airlington, Estados Unidos           | México                            | 0 - 1                             | 0 - 1                             | Amistoso                          |                                   |                                   |
| 15.                               | 21 de junio de 2018               | Estadio de Nizhni Nóvgorod, Nizhni Nóvgorod, Rusia | Argentina                         | 0 - 3                             | 0 - 3                             | Mundial 2018                      |                                   |                                   |

## Estadísticas

### Clubes
Actualizado al último partido disputado en su carrera.
| Club                            | Div.          | Temporada     | Liga  | Liga  | Liga   | Copas nacionales | Copas nacionales | Copas nacionales | Copas internacionales | Copas internacionales | Copas internacionales | Total | Total | Total  |
| Club                            | Div.          | Temporada     | Part. | Goles | Asist. | Part.            | Goles            | Asist.           | Part.                 | Goles                 | Asist.                | Part. | Goles | Asist. |
| ------------------------------- | ------------- | ------------- | ----- | ----- | ------ | ---------------- | ---------------- | ---------------- | --------------------- | --------------------- | --------------------- | ----- | ----- | ------ |
| F. C. Basilea · Suiza           | 1.ª           | 2005-06       | 1     | 0     | 0      | 1                | 0                | 0                | 1                     | 0                     | 0                     | 3     | 0     | 0      |
| F. C. Basilea · Suiza           | 1.ª           | 2006-07       | 33    | 11    | 1      | 5                | 0                | 0                | 9                     | 0                     | 0                     | 47    | 11    | 1      |
| F. C. Basilea · Suiza           | Total club    | Total club    | 34    | 11    | 1      | 6                | 0                | 0                | 10                    | 0                     | 0                     | 50    | 11    | 1      |
| F. C. Schalke 04 · Alemania     | 1.ª           | 2007-08       | 29    | 3     | 10     | 6                | 1                | 2                | 7                     | 0                     | 1                     | 42    | 4     | 13     |
| F. C. Schalke 04 · Alemania     | 1.ª           | 2008-09       | 23    | 1     | 7      | 4                | 1                | 1                | 7                     | 1                     | 0                     | 34    | 3     | 8      |
| F. C. Schalke 04 · Alemania     | 1.ª           | 2009-10       | 29    | 7     | 3      | 4                | 0                | 0                | —                     | —                     | —                     | 33    | 7     | 3      |
| F. C. Schalke 04 · Alemania     | 1.ª           | 2010-11       | 16    | 1     | 3      | 5                | 1                | 0                | 5                     | 0                     | 2                     | 26    | 2     | 5      |
| F. C. Schalke 04 · Alemania     | Total club    | Total club    | 97    | 12    | 23     | 19               | 3                | 3                | 19                    | 1                     | 4                     | 135   | 16    | 30     |
| Sevilla F. C. · España          | 1.ª           | 2010-11       | 13    | 5     | 2      | 1                | 0                | 0                | 2                     | 0                     | 1                     | 16    | 5     | 3      |
| Sevilla F. C. · España          | 1.ª           | 2011-12       | 36    | 0     | 6      | 3                | 1                | 0                | 0                     | 0                     | 0                     | 39    | 1     | 6      |
| Sevilla F. C. · España          | 1.ª           | 2012-13       | 34    | 8     | 10     | 8                | 3                | 4                | —                     | —                     | —                     | 42    | 11    | 14     |
| Sevilla F. C. · España          | 1.ª           | 2013-14       | 34    | 12    | 12     | 0                | 0                | 0                | 18                    | 3                     | 6                     | 52    | 15    | 18     |
| F. C. Barcelona · España        | 1.ª           | 2014-15       | 32    | 5     | 8      | 7                | 1                | 1                | 12                    | 2                     | 1                     | 51    | 8     | 10     |
| F. C. Barcelona · España        | 1.ª           | 2015-16       | 36    | 7     | 2      | 8                | 0                | 1                | 13                    | 2                     | 2                     | 57    | 9     | 5      |
| F. C. Barcelona · España        | 1.ª           | 2016-17       | 32    | 8     | 6      | 10               | 1                | 1                | 9                     | 0                     | 0                     | 51    | 9     | 7      |
| F. C. Barcelona · España        | 1.ª           | 2017-18       | 35    | 1     | 5      | 10               | 2                | 0                | 10                    | 1                     | 0                     | 55    | 4     | 5      |
| F. C. Barcelona · España        | 1.ª           | 2018-19       | 34    | 3     | 5      | 8                | 1                | 3                | 12                    | 1                     | 2                     | 54    | 5     | 10     |
| F. C. Barcelona · España        | 1.ª           | 2019-20       | 31    | 1     | 3      | 4                | 0                | 1                | 7                     | 0                     | 1                     | 42    | 1     | 5      |
| F. C. Barcelona · España        | Total club    | Total club    | 200   | 25    | 29     | 47               | 5                | 7                | 63                    | 6                     | 6                     | 310   | 36    | 42     |
| Sevilla F. C. · España          | 1.ª           | 2020-21       | 37    | 4     | 2      | 4                | 2                | 0                | 9                     | 2                     | 2                     | 50    | 8     | 4      |
| Sevilla F. C. · España          | 1.ª           | 2021-22       | 35    | 4     | 6      | 3                | 0                | 0                | 8                     | 3                     | 1                     | 46    | 7     | 7      |
| Sevilla F. C. · España          | 1.ª           | 2022-23       | 31    | 1     | 3      | 5                | 1                | 0                | 15                    | 0                     | 3                     | 51    | 2     | 6      |
| Sevilla F. C. · España          | 1.ª           | 2023-24       | 18    | 2     | 1      | 2                | 0                | 0                | 7                     | 0                     | 3                     | 27    | 2     | 4      |
| Sevilla F. C. · España          | Total club    | Total club    | 238   | 36    | 42     | 26               | 7                | 4                | 59                    | 8                     | 16                    | 323   | 51    | 62     |
| Al-Shabab Club Arabia Saudita   | 1.ª           | 2023-24       | 8     | 1     | 1      | ―                | ―                | ―                | ―                     | ―                     | ―                     | 8     | 1     | 1      |
| Al-Shabab Club Arabia Saudita   | Total club    | Total club    | 8     | 1     | 1      | 0                | 0                | 0                | 0                     | 0                     | 0                     | 8     | 1     | 1      |
| H. N. K. Hajduk Split · Croacia | 1.ª           | 2024-25       | 35    | 2     | 4      | 1                | 0                | 0                | 3                     | 0                     | 0                     | 39    | 2     | 4      |
| H. N. K. Hajduk Split · Croacia | Total club    | Total club    | 35    | 2     | 4      | 1                | 0                | 0                | 3                     | 0                     | 0                     | 39    | 2     | 4      |
| Total carrera                   | Total carrera | Total carrera | 612   | 87    | 100    | 99               | 15               | 14               | 154                   | 15                    | 26                    | 865   | 117   | 140    |
| 1. 2.                           |               |               |       |       |        |                  |                  |                  |                       |                       |                       |       |       |        |

Fuente: Transfermarkt

### Selecciones
Actualizado al último partido jugado el 13 de octubre de 2019.
| Selección | Temporada | Amistosos | Amistosos | Amistosos | Eliminatorias | Eliminatorias | Eliminatorias | Eurocopa | Eurocopa | Eurocopa | Mundial | Mundial | Mundial | Total | Total | Total  |
| Selección | Temporada | Part.     | Goles     | Asist.    | Part.         | Goles         | Asist.        | Part.    | Goles    | Asist.   | Part.   | Goles   | Asist.  | Part. | Goles | Asist. |
| --------- | --------- | --------- | --------- | --------- | ------------- | ------------- | ------------- | -------- | -------- | -------- | ------- | ------- | ------- | ----- | ----- | ------ |
| Croacia   |           |           |           |           |               |               |               |          |          |          |         |         |         |       |       |        |
| 2007      | 1         | 0         | 0         | 4         | 1             | 0             | -             | -        | -        | -        | -       | -       | 5       | 1     | 0     |        |
| 2008      | 4         | 2         | 1         | 4         | 2             | 1             | 3             | 0        | 1        | -        | -       | -       | 11      | 4     | 3     |        |
| 2009      | 2         | 1         | 0         | 6         | 1             | 2             | -             | -        | -        | -        | -       | -       | 8       | 2     | 2     |        |
| 2010      | 4         | 1         | 0         | 4         | 0             | 0             | -             | -        | -        | -        | -       | -       | 8       | 0     | 0     |        |
| 2011      | 2         | 0         | 0         | 4         | 0             | 0             | -             | -        | -        | -        | -       | -       | 6       | 0     | 0     |        |
| 2012      | 4         | 0         | 0         | 3         | 1             | 1             | 3             | 0        | 0        | -        | -       | -       | 10      | 1     | 1     |        |
| 2013      | 4         | 0         | 1         | 7         | 0             | 0             | -             | -        | -        | -        | -       | -       | 11      | 0     | 1     |        |
| 2014      | 3         | 0         | 2         | 4         | 0             | 1             | -             | -        | -        | 3        | 0       | 1       | 10      | 0     | 4     |        |
| 2015      | 0         | 0         | 0         | 6         | 1             | 2             | -             | -        | -        | -        | -       | -       | 6       | 1     | 2     |        |
| 2016      | 1         | 1         | 0         | 2         | 1             | 1             | 4             | 1        | 0        | -        | -       | -       | 7       | 3     | 1     |        |
| 2017      | 0         | 0         | 0         | 6         | 0             | 2             | -             | -        | -        | -        | -       | -       | 6       | 0     | 2     |        |
| 2018      | 4         | 1         | 0         | 3         | 0             | 0             | -             | -        | -        | 7        | 1       | 0       | 14      | 2     | 0     |        |
| 2019      | 0         | 0         | 0         | 4         | 0             | 0             | -             | -        | -        | -        | -       | -       | 4       | 0     | 0     |        |
| Total     | Total     | 29        | 6         | 4         | 57            | 7             | 10            | 10       | 1        | 1        | 10      | 1       | 1       | 106   | 15    | 16     |

## Palmarés

### Títulos nacionales
| Título                     | Club            | País   | Año  |
| -------------------------- | --------------- | ------ | ---- |
| Copa de Suiza              | F. C. Basilea   | Suiza  | 2007 |
| Primera División de España | F. C. Barcelona | España | 2015 |
| Copa del Rey               | F. C. Barcelona | España | 2015 |
| Primera División de España | F. C. Barcelona | España | 2016 |
| Copa del Rey               | F. C. Barcelona | España | 2016 |
| Supercopa de España        | F. C. Barcelona | España | 2016 |
| Copa del Rey               | F. C. Barcelona | España | 2017 |
| Copa del Rey               | F. C. Barcelona | España | 2018 |
| Primera División de España | F. C. Barcelona | España | 2018 |
| Supercopa de España        | F. C. Barcelona | España | 2018 |
| Primera División de España | F. C. Barcelona | España | 2019 |

### Títulos internacionales
| Título                            | Club            | Sede     | Año  |
| --------------------------------- | --------------- | -------- | ---- |
| Liga Europa de la UEFA            | Sevilla F. C.   | Turín    | 2014 |
| Liga de Campeones de la UEFA      | F. C. Barcelona | Berlín   | 2015 |
| Supercopa de Europa               | F. C. Barcelona | Tiflis   | 2015 |
| Copa Mundial de Clubes de la FIFA | F. C. Barcelona | Japón    | 2015 |
| Liga Europa de la UEFA            | Sevilla F. C.   | Budapest | 2023 |

### Distinciones individuales
| Distinción                                                                       | Año        |
| -------------------------------------------------------------------------------- | ---------- |
| Mejor Jugador Joven de la Superliga de Suiza                                     | 2007       |
| Mejor Gol de la Superliga de Suiza                                               | 2007       |
| Incluido en el Once Ideal de la primera vuelta de la Primera División de España  | 2013       |
| Mejor Jugador del mes de enero de la Primera División de España                  | 2014       |
| Mejor Jugador de la final de la Liga Europa de la UEFA                           | 2014       |
| Incluido en el Once Ideal de la Primera División de España                       | 2014, 2015 |
| Incluido en el Equipo Ideal de la Liga Europa de la UEFA                         | 2014       |
| Jugador Juego Limpio de la Liga BBVA                                             | 2014       |
| Incluido en el Once Ideal del mes de septiembre de la Primera División de España | 2014       |
| Incluido en el Equipo Ideal de la Liga de Campeones de la UEFA                   | 2015       |
| Futbolista del año en Croacia                                                    | 2015       |
| Incluido en el Equipo Ideal de la Liga Europa de la UEFA                         | 2023       |

## Vida personal
En abril de 2013, mientras militaba en el Sevilla, contrajo matrimonio con su pareja Raquel Mauri tras dos años de relación; tres meses después nació su hija Althea. El 20 de junio de 2015 la pareja se volvió a casar, esta vez por la iglesia. En mayo de 2016 nació la segunda hija de la pareja, llamada Adara.